# Algot Böstman
Frans Algot Böstman, född 13 februari 1935 i Helsinge, död 28 februari 2020, var en finländsk skådespelare.

## Biografi
Böstman genomgick Svenska Teaterns elevskola 1952–1954 och blev därefter engagerad vid Svenska Teatern. Sitt genombrott gjorde han 1962 som Daniel Hjort, både i en på Åbo slott inspelad version och på Svenska Teatern. Bland hans karaktärsroller märks hans Kalle Pihl i Bengt Ahlfors Hårda tider, hans van Gogh i Ernst Bruun Olsens Brevbäraren och van Gogh, där han förenade inträngande analys med intensiv inlevelse, hans med humor uppfattade Helmer i Henrik Ibsens Ett dockhem och hans kraftfulla Macbeth. Böstmans mångsidighet som skådespelare manifesteras av så vitt skilda bejublade rollprestationer som Swedenhielm, Helzel i Georg Taboris Mein Kampf och Robert i Lars Noréns Så enkel är kärleken. Vidare beröm fick han i TV-serierna Metsolat, Hovimäki, Din vredes dag och Tjockare än vatten.

### Uppslagsverk
- Böstman, Algot i Uppslagsverket Finland (webbupplaga, 2012). CC-BY-SA 4.0